# Lago Kachura Inferior
El lago Kachura Inferior es un cuerpo de agua en la sección inferior del valle Kachura. El valle forma parte de la cuenca hidrográfica del río Indo en la cordillera del Karakórum, al oeste de la cordillera de los Himalayas. Políticamente forma parte del distrito Skardu de Gilgit-Baltistán en la región de Cachemira al norte de Pakistán.
La altitud del lago es superior a los 2500 metros y sus aguas cristalinas permiten observar su población de truchas arcoíris. Tiene un área de aproximadamente 250 000 metros cuadrados y se encuentra en el margen izquierdo del río Indo. El área tiene la flora de los bosques de coníferas subalpinos de los Himalayas occidentales y en sus cercanías el lago está rodeado por un pequeño bosque y árboles frutales.
El lago ofrece buenas condiciones para el cultivo de la trucha en cajas flotantes y cuenta con un complejo turístico a su alrededor compuesto de residencias oficiales y habitaciones para visitantes. Es un destino popular en la zona por encontrarse a tan solo 35 kilómetros del centro de la ciudad de Skardu y por la imponente vista de las montañas circundantes. Anteriormente el hotel vendía licencias a los pescadores pero ya no se permite la pesca.
También se le conoce como Lago Shangrila debido al nombre del complejo turístico que lo rodea.